# Александра Крунић
Александра Крунић (рођена 15. марта 1993. у Москви, Русија) је српска тенисерка. Од 18. јуна 2018. заузима 39. позицију на ВТА листи и најбоље је рангирана српска тенисерка. Освојила је турнир у холандском Хертогенбошу 2018. и тако дошла до своје прве ВТА титуле у каријери у појединачној конкуренцији, а има и две ВТА титуле у конкуренцији парова. Крунићева је такође освојила једну ВТА 125к титулу, десет ИТФ турнира и шест у конкуренцији парова.
Дана 25. априла 2009. године Крунићева је дебитовала за српски фед куп тим у мечу парова против репрезентације Шпаније, а 2012. године је са саиграчицама дошла до финала.

## Каријера

### Јуниорска каријера
Крунићева је тенис почела да игра са седам година. 2006. године је дошла до полуфинала јуниорског Кремлин купа где је изгубила од Руске тенисерке Дарије Гаврилове а исте године је играла и финале јуниорског турнира у Француској где је изгубила од бугарске тенисерке Далие Зафирове. Следеће године је освојила три јуниорска турнира у Подгорици, Ливорну и Маији. 2008. је играла четвртфинале јуниорског европског шампионата и освојила турнир у Будимпешти.
Године 2009. је изгубила у другом колу јуниорског отвореног првенства Аустралије у синглу и стигла до финала у паровима. Те године је дошла до 17. позиције на јуниорској ранг листи.

### Професионална каријера
Крунићева је добила позивницу за турнир у Прокупљу 2008. године. Одиграла је 3 меча за Фед куп 2011. У мечу светске Б групе са Канадом, изгубила је од Ребеке Марино са 3-6 6-3 5-7, а у дублу са Бојаном Јовановски савладала је Шарон Фичман и Мари Пелетје са 7-6 6-4, а у мечу баража за светску А групу, који је одигран са Словачком, у дублу са Јеленом Јанковић савладала је Данијелу Хантухову и Магдалену Рибарикову са 6-3 3-6 7-5, и тиме донеле победу Србији. У 2011. години дошла је до најбољег пласмана на листи, 208 места, захваљујући пласману у полуфинале турнира у Прагу, који се игра за наградни фонд од 100.000$. У полуфиналу је изгубила од Петре Квитове са 6-4 6-2, 10 на ранг листи. Исте године, дебитује у главном жребу једног ВТА турнира. Успешно пролази квалификације за турнир у Будимпешти и стиже до осминефинала, где је побеђује трећа носитељка Клара Коукалова резултатом 7-5, 7-5. Затим у септембру, улази у главни жреб турнира у Ташкенту. У другом колу побеђује је Сорана Кирстеа 6-3, 6-4. 2012. године успева да стигне до првог четвртфинала у каријери, на турниру у Бакуу. Упрвом колу побеђује четврту носитељку Андреу Хлавачкову 6-1, 6-7(11), 6-4, а у другом колу Лауру Тио 7-6(5), 6-3. У трећем колу Бојана Јовановски, каснија победница турнира, слави у српском дербију резултатом 5-7, 7-6(3), 6-3. 2013. године, први пут каријери улази у главни жреб УС опена. У првом колу губи од Коко Вандевеј 6-4, 7-6(5). На турниру у Линцу пролази квалификације, али губи у првом колу главног дела турнира од Марине Заневске 7-5, 2-6, 6-2.

### 2014. Улазак међу 100 најбољих, прва победа над топ 5 играчицом
Крајем јануара, улази у главни жреб турнира у Патаји. Успешно пролази два круга квалификација и губи меч првог кола главног жреба од Ниче Лертпитаксинчаи резултатом 6-3, 6-3. На ИТФ турниру у Трнави, који се игра за наградни фонд од 75.000 $. У првом колу побеђује сународницу и осмог носиоца Весну Долонц 6-3, 6-3, затим у четвртфинале пролази без борбе, а у њему побеђује Оливију Роговску резултатом 6-2, 6-1. У полуфиналу губи од првог носиоца Барборе Захлавове Стрицове 4-6, 6-2, 6-2. Недуго затим стиже и до полуфинала ИТФ турнира у Прагу, који се игра за наградни фонд од 100.000 $. У полуфиналу губи од Ане Шмидлове 7-6(6), 1-6, 6-3. На ВТА турниру у Букурешту, побеђује у првом колу Александру Панову са 4-6, 6-3, 6-1, а у другом губи од треће тенисерке света Симоне Халеп резултатом 6-2, 6-4. На последњем грен слем турниру у сезони УС опену понавља успех из 2013. године и пролази квалификације, а учешће завршава у другој недељи турнира. У првом колу побеђује Катарину Питер 6-4, 6-1. У другом колу приређује изненађење и побеђује двадесетседмог носиоца Медисон Киз 7-6(4), 2-6, 7-5. У трећем колу прави праву сензацију и побеђује четврту тенисерку света и победницу Вимблдона Петру Квитову резултатом 6-4, 6-4. Овом победом обезбеђује улазак међу 100 најбољих играчица света. У осмини финала губи меч, упркос добијеном првом сету од Викторије Азаренке 4-6, 6-4, 6-4. Након пораза, противница је изнела низ комплимената на рачун игре противнице. Први пут у каријери забележава рејтинг каријере, 100. место на листи. На турниру у [Ташкент]у, заустављена је на старту од Лесју Цуренко. Међутим, долази до првог професионалног трофеја у конкуренцији дублова, са Катарином Синијаковом, у финалу су славиле 6-2, 6-1. За Куп Кремља у Москви добија специјалну позивницу. На старту побеђује Каролин Гарсија, а у другом губи меч од Цветане Пиронкове. На ИТФ турниру у Анкари, који се игра за наградни фонд од 50.000 долара, постављена је за првог носиоца. Долази до финала, у ком побеђује искусну Акгул Аманмурадову 3-6, 6-2, 7-6(6). Успела је да спаси три меч лопте и освоји турнир.

## Успех на гренд слем турнирима
| Легенда | Легенда                                    | Легенда | Легенда                           |
| ------- | ------------------------------------------ | ------- | --------------------------------- |
| О/И     | однос освајања турнира и играња на турниру | Поб-Пор | однос побједа и пораза            |
| НО      | турнир није одржан те године               | Н       | није учествовала на турниру       |
| КВ      | изгубила у квалификацијама                 | 1К      | изгубила у првом колу             |
| 2К      | изгубила у другом колу                     | 3К      | изгубила у трећем колу            |
| 4К      | изгубила у четвртом колу                   | ГФ      | изгубила у групној фази такмичења |
| ЧФ      | изгубила у четвртфиналу                    | ПФ      | изгубила у полуфиналу             |
| Ф       | изгубила у финалу                          | П       | освојила турнир                   |

| Турнир                        | 2011 | 2012 | 2013 | 2014 | Поб–пор |
| ----------------------------- | ---- | ---- | ---- | ---- | ------- |
| Отворено првенство Аустралије | Н    | КВ   | КВ   | КВ   | 0–0     |
| Ролан Гарос                   | Н    | КВ   | КВ   | КВ   | 0–0     |
| Вимблдон                      | КВ   | Н    | Н    | КВ   | 0–0     |
| Отворено првенство САД        | КВ   | КВ   | 1К   | 4К   | 3–1     |
| Поб-пор                       | 0–0  | 0–0  | 0–1  | 3–1  |         |

## Финала у каријери

### ВТА финала парови (1–1)
| Легенда: До 2009.               | Легенда: Од 2009.       |
| ------------------------------- | ----------------------- |
| Гренд слем турнири (0–0)        |                         |
| Завршна првенства сезоне (0–0)  |                         |
| Прва категорија (0–0)           | Обавезни Премијер (0–0) |
| Друга категорија (0–0)          | Премијер 5 (0–0)        |
| Трећа категорија (0–0)          | Премијер (0–0)          |
| Четврта и пета категорија (0–0) | Међународни (1–1)       |

| Финала по подлози |
| Тврда (1–1)       |
| Трава (0–0)       |
| Шљака (0–0)       |
| Тепих (0–0)       |

| Исход  | Број | Датум              | Турнир              | Подлога | Партнерка         | Противници                            | Резултат          |
| Пораз  | 1.   | 28. јул 2013.      | Баку, Азербејџан    | Тврда   | Елени Данилиду    | Ирина Бурачок Оксана Калашникова      | 6–4, 6–7(3), 4–10 |
| Победа | 2.   | 8. септембар 2014. | Ташкент, Узбекистан | Тврда   | Катерина Сињакова | Маргарита Гаспарјан Александра Панова | 6-2, 6-1          |

### Тимска такмичења (0–1)
| Исход | Број | Датум               | Турнир        | Подлога | Партнери                                       | Противници                                                       | Резултат |
| Пораз | 1.   | 3-4. новембар 2012. | Фед куп, Праг | Тврда   | Ана Ивановић Јелена Јанковић Бојана Јовановски | Петра Квитова Луција Шафаржова Луција Храдецка Андреа Хлавачкова | 1–3      |

### ИТФ финала појединачно (9—2)
| Турнири од $100.000$ |
| Турнири од 75.000$   |
| Турнири од 50.000$   |
| Турнири од 25.000$   |
| Турнири од 10.000$   |

| Исход  | #  | Датум              | Турнир      | Подлога | Противница          | Резултат         |
| Победа | 1. | 6. јул 2008.       | Прокупље    | Шљака   | Тања Германлиева    | 6–4, 6–1         |
| Пораз  | 1. | 12. јул 2009.      | Прокупље    | Шљака   | Далија Зафирова     | 6–3, 7–6(7—3)    |
| Победа | 2. | 29. август 2009.   | Велење      | Шљака   | Ника Ожеговић       | 6–3, 6–1         |
| Победа | 3. | 18. октобар 2009.  | Дубровник   | Шљака   | Карин Моргошова     | 6–0, 6–3         |
| Победа | 4. | 10. јануар 2010.   | Куанџоу     | Тврда   | Џоу Ји-Миао         | 6–3, 7–5         |
| Победа | 5. | 22. мај 2010.      | Москва      | Шљака   | Наталија Рижонкова  | 6–4, 4–6, 6–2    |
| Пораз  | 2. | 4. мај 2012.       | Казерта     | Шљака   | Бјанка Бото         | 6-1 6-0          |
| Победа | 6. | 18. јун 2012.      | Ленцерхајде | Шљака   | Кијара Шол          | 6-3 6-3          |
| Победа | 7. | 10. март 2013.     | Ирапуато    | Шљака   | Олга Савчук         | 7–6(7–4), 6–4    |
| Победа | 8. | 2. септембар 2013. | Трабзон     | Тврда   | Стефани Форец Гакон | 1-6 6-4 6-3      |
| Победа | 9. | 20. децембар 2014. | Анкара      | Тврда   | Акгул Аманмурадова  | 3-6 6-2 7-6(8—6) |

### ИТФ финала у паровима (0–1)
| Турнири од $100.000$ |
| Турнири од 75.000$   |
| Турнири од 50.000$   |
| Турнири од 25.000$   |
| Турнири од 10.000$   |

| Исход  | #  | Датум         | Турнир   | Подлога | Партнерка       | Противнице                             | Резултат    |
| Победа | 1. | 11. јул 2009. | Прокупље | Шљака   | Ема Полић       | Александра Јосифоска Кристина Станцу   | 6–2, 7–6(3) |
| Пораз  | 2. | 21. мај 2010. | Москва   | Шљака   | Марина Схамаико | Ана Арина Маренко Јекатерина Иаковлева | 6–2, 6–2    |